# 鏡山部屋

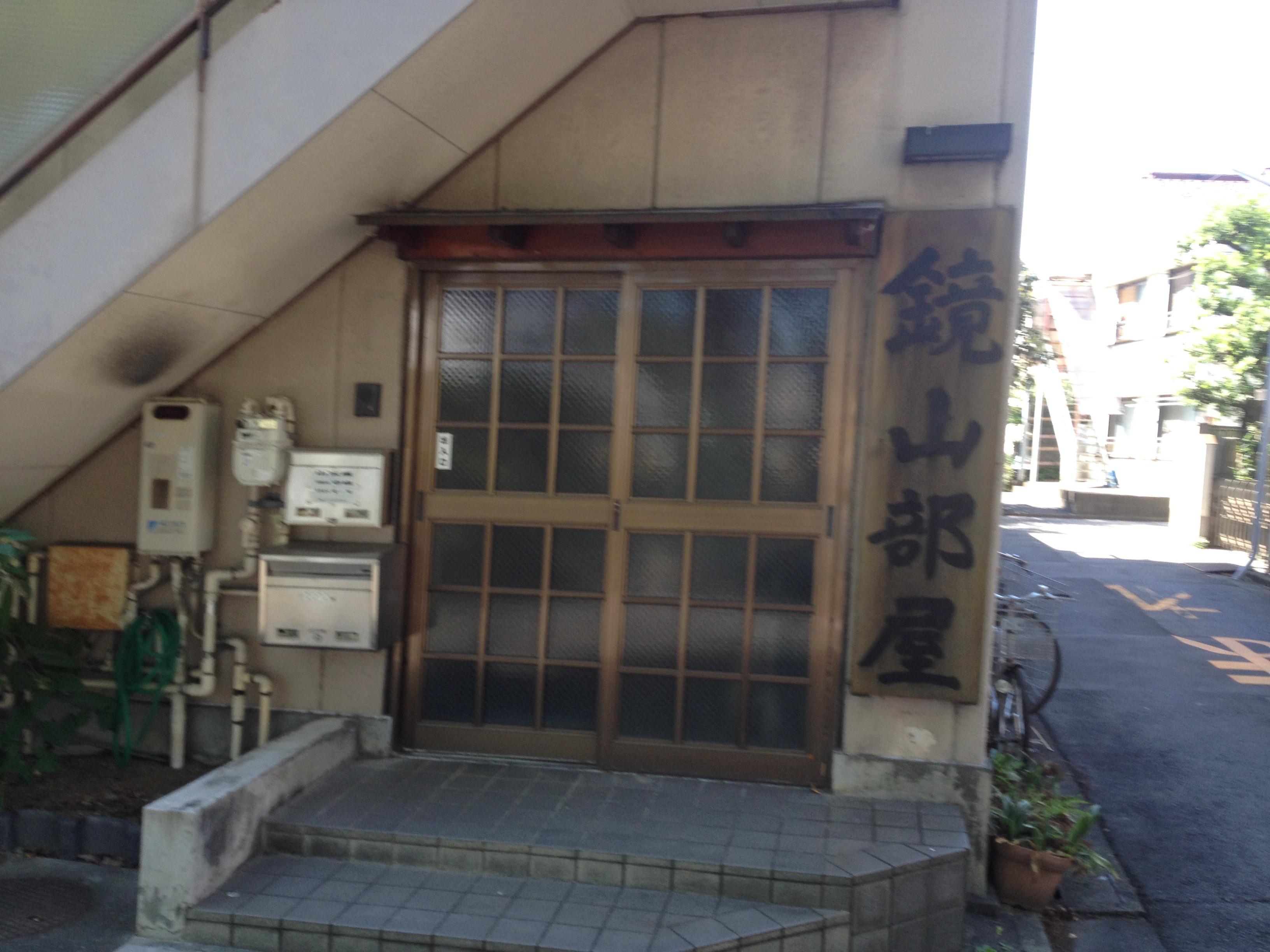
鏡山部屋

鏡山部屋（かがみやまべや）は、かつて日本相撲協会に所属した相撲部屋。

## 歴史

### 5代
江戸時代からの伝統を有し、明治・大正時代にも大きな勢力を持っていた雷部屋は、1927年（昭和2年）に師匠が急逝し一気に衰退した。その後、雷部屋の弟子を引き取った8代白玉（元関脇・玉椿）も間もなく死亡、力士たちは四散してしまった。その中で同じ雷系列の八角部屋や中川部屋を引き継いだ武蔵川部屋の力士たちをまとめる形で、1933年（昭和8年）から5代鏡山（元幕下・金木山）が力士たちを引き取って鏡山部屋を設立した。
5代鏡山は雷部屋最後の弟子の中から番神山を、中川部屋からの三熊山を幕内力士に育て上げた。しかし、新十両入りを決めた信濃川が徴兵先から帰還しないうちに、1945年（昭和20年）に5代鏡山が身罷ると鏡山部屋は閉鎖され、所属力士は伊勢ヶ濱部屋（旧・伊勢ヶ濱部屋）へ移籍した。信濃川も戦後に帰還してからは伊勢ヶ濱部屋に所属した。

### 7代・8代
伊勢ノ海部屋所属の第47代横綱・柏戸剛は、1969年（昭和44年）7月場所限りで現役を引退して年寄・7代鏡山を襲名し、翌1970年（昭和45年）1月に伊勢ノ海部屋から分家独立して江戸川区北小岩に鏡山部屋を創設した。1975年5月場所後には、小沼、安達（後に蔵玉錦に改名）が揃って新十両に昇進し、部屋創設5年で関取が誕生した。
1982年12月に当時の伊勢ノ海部屋の師匠である10代伊勢ノ海（元幕内・柏戸）が没した際には、7代鏡山は11代伊勢ノ海を襲名して本家伊勢ノ海部屋の継承を打診されていたものの、それを辞退して引き続き鏡山部屋を運営した。その後、蔵前国技館最後の場所となった1984年9月場所において、弟子の前頭多賀竜が幕内最高優勝を果たし、自ら優勝旗を授与した。
1996年（平成8年）12月に7代は逝去し、鏡山部屋の部屋付き親方である9代勝ノ浦（元関脇・多賀竜）が急遽8代鏡山を襲名して鏡山部屋を継承した。2013年1月場所においてモンゴル出身の鏡桜が新十両へ昇進し、8代鏡山が部屋を継承してからは初の関取が誕生した。
2019年9月16日に同じ時津風一門の14代井筒（元関脇・逆鉾）が急逝した際には、日本相撲協会が翌17日の緊急理事会で、9月場所千秋楽まで井筒部屋所属力士を一時的に鏡山部屋預かりとすることを決めたため、横綱・鶴竜力三郎を含む力士3名を一時的に預かった。9月場所終了後井筒部屋は閉鎖され、同じ時津風一門の陸奥部屋に転籍したため、鶴竜を含む力士3名と床山1名は陸奥部屋所属となった。
最後に新弟子が入門したのは2004年（平成16年）3月場所で、2008年（平成20年）5月場所を最後に当時序二段の鏡竜が引退して以降、所属力士は鏡桜と竜勢（8代鏡山の実子）の2人のみという状態が13年以上続いていた。2021年（令和3年）7月21日の日本相撲協会の理事会で、鏡山部屋の閉鎖と8代鏡山ら協会員全員が伊勢ノ海部屋へ転属することが決定。これにより、7代が築いた鏡山部屋は51年の歴史に幕を下ろした。

## 最終所在地
- 東京都葛飾区新小岩3-28-21

JR総武線新小岩駅徒歩15分にあり、旧立田川部屋の施設を流用したものである。

## 師匠
- 7代：鏡山 剛（かがみやま つよし、第47代横綱・柏戸・山形）
- 8代：鏡山 昇司（かがみやま しょうじ、関脇・多賀竜・茨城）

## 力士
太字は幕内最高優勝経験者。

### 幕内
関脇
- 多賀竜昇司（茨城）7代弟子

前頭
- 蔵玉錦敏正（前1・山形）7代弟子（※入門時は伊勢ノ海部屋）
- 起利錦利郎（前2・群馬）7代弟子
- 小沼克行（前9・埼玉）7代弟子
- 鏡桜南二（前9・モンゴル）8代弟子（※鏡山部屋閉鎖後は伊勢ノ海部屋に移籍）

### 十両
- 魄龍弘（十1・山形）7代弟子
- 佐ノ藤清彦（十5・北海道）7代弟子
- 鳥海龍秀俊（十9・山形）7代、8代弟子